# رایان کیلی
رایان کیلی (انگلیسی: Ryan Keely؛ زاده ۲ ژوئیهٔ ۱۹۸۴) یک بازیگر پورنوگرافی و مانکن اهل ایالات متحده آمریکا است.